# Fujiwara no Okikaze

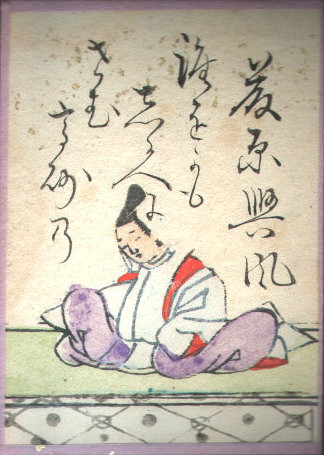
Fujiwara no Okikaze, aus dem Hyakunin Isshu.

Fujiwara no Okikaze (jap. 藤原 興風; Lebensdaten unbekannt) war ein japanischer Waka-Dichter der Heian-Zeit. Er ist einer der Sechsunddreißig Unsterblichen der Dichtkunst.
Er war ein Urenkel von Fujiwara no Hamanari und erhielt 914 mit dem Shimousa no gon no daijō (下総権大掾) einen hohen Posten in der Verwaltung der Provinz Shimousa.
Okikazes Gedichte sind Bestandteil verschiedener kaiserlicher Gedichtanthologien wie dem Kokin-wakashū. Auch das Gedicht 34 der Ogura Hyakunin Isshu stammt von Fujiwara no Okikaze.